# Bricon
Bricon és un municipi francès situat al departament de l'Alt Marne i a la regió del Gran Est. L'any 2007 tenia 432 habitants.

## Demografia

### Població
El 2007 la població de fet de Bricon era de 432 persones. Hi havia 180 famílies de les quals 48 eren unipersonals (28 homes vivint sols i 20 dones vivint soles), 52 parelles sense fills, 64 parelles amb fills i 16 famílies monoparentals amb fills.
La població ha evolucionat segons el següent gràfic:
Habitants censats

### Habitatges
El 2007 hi havia 197 habitatges, 181 eren l'habitatge principal de la família, 10 eren segones residències i 6 estaven desocupats. 171 eren cases i 26 eren apartaments. Dels 181 habitatges principals, 135 estaven ocupats pels seus propietaris, 42 estaven llogats i ocupats pels llogaters i 4 estaven cedits a títol gratuït; 10 tenien dues cambres, 28 en tenien tres, 38 en tenien quatre i 105 en tenien cinc o més. 147 habitatges disposaven pel capbaix d'una plaça de pàrquing. A 78 habitatges hi havia un automòbil i a 78 n'hi havia dos o més.

### Piràmide de població
La piràmide de població per edats i sexe el 2009 era:
| Homes | Edats   | Dones |
| ----- | ------- | ----- |
| 0     | 95 o +  | 0     |
| 0     | 90 a 94 | 4     |
| 0     | 85 a 89 | 0     |
| 4     | 80 a 84 | 4     |
| 4     | 75 a 79 | 12    |
| 8     | 70 a 74 | 0     |
| 20    | 65 a 69 | 20    |
| 8     | 60 a 64 | 16    |
| 4     | 55 a 59 | 8     |
| 16    | 50 a 54 | 4     |
| 20    | 45 a 49 | 12    |
| 8     | 40 a 44 | 20    |
| 20    | 35 a 39 | 12    |
| 36    | 30 a 34 | 20    |
| 8     | 25 a 29 | 12    |
| 8     | 20 a 24 | 4     |
| 28    | 15 a 19 | 4     |
| 12    | 10 a 14 | 16    |
| 16    | 5 a 9   | 16    |
| 20    | 0 a 4   | 28    |

## Economia
El 2007 la població en edat de treballar era de 268 persones, 191 eren actives i 77 eren inactives. De les 191 persones actives 178 estaven ocupades (103 homes i 75 dones) i 14 estaven aturades (10 homes i 4 dones). De les 77 persones inactives 26 estaven jubilades, 23 estaven estudiant i 28 estaven classificades com a «altres inactius».

### Ingressos
El 2009 a Bricon hi havia 181 unitats fiscals que integraven 438 persones, la mediana anual d'ingressos fiscals per persona era de 16.134 €.

### Activitats econòmiques
Dels 13 establiments que hi havia el 2007, 1 era d'una empresa alimentària, 1 d'una empresa de fabricació d'altres productes industrials, 2 d'empreses de construcció, 3 d'empreses de comerç i reparació d'automòbils, 1 d'una empresa de transport, 2 d'empreses d'hostatgeria i restauració, 1 d'una empresa immobiliària i 2 d'empreses de serveis.
Dels 5 establiments de servei als particulars que hi havia el 2009, 1 era una oficina de correu, 1 taller de reparació d'automòbils i de material agrícola, 1 paleta, 1 lampisteria i 1 restaurant.
L'any 2000 a Bricon hi havia 6 explotacions agrícoles.

## Equipaments sanitaris i escolars
El 2009 hi havia una escola elemental.

## Poblacions més properes
El següent diagrama mostra les poblacions més properes.